# Gokoku Maru
La corsara nipponica Gokoku Maru apparteneva alla classe Aikoku Maru che si guadagnò una certa notorietà, anche se, a onor del vero, le prodezze delle navi corsare giapponesi rimarranno per almeno mezzo secolo archiviati in dossier riservati sia giapponesi che statunitensi.
Questa corsara, insieme alle altre, furono scelte per la grande autonomia e velocità, camuffate con false torri, finti fumaioli, finte sovrastrutture e carichi fasulli, e celavano, ben nascosto, un potente armamento come veri e propri incrociatori ausiliari, attrezzati per la guerra contro il traffico mercantile alleato. 
Da precisare che tali corsare condussero una guerra di corsa completamente differente da quella condotta dalle similari tedesche della Kriegsmarine, in quanto i giapponesi concepirono in maniera diversa le operazioni belliche.
La Gokoku Maru fu completata tra il 1938 ed il 1940 nei cantieri Tama Zosensho K.K. di Tamano per conto della società armatrice Osaka Shosen K.K. La nave era stata commissionata per essere utilizzata per trasportare passeggeri e merci varie lungo la rotta con il Sud America.
Nel settembre del 1941, tre mesi prima dell'attacco giapponese a Pearl Harbor e dell'inizio della guerra nel Pacifico, la Marina imperiale giapponese requisì la Gokoku Maru e le sue due gemelle, la Aikoku Maru e la Hokoku Maru, che insieme ad una quarta nave, la futura corsara Kiyosumi Maru, furono registrate presso il Distretto Navale di Kure e poste sotto le insegne del viceammiraglio Masao Okamura.
Così le quattro corsare ricevettero nei cantieri navali di Tamano, prima, cannoni, mitragliere e tubi lanciasiluri e poi, tutte le attrezzature necessarie per il trasporto e l'utilizzo di due aerei da osservazione.
Tali lavori di conversione terminarono nella metà di ottobre con il montaggio di due grandi proiettori, uno da 1.100 mm, e l'altro da 900 mm.